# Янсон, Юлий Эдуардович
Юлий Эдуардович Янсон (15 (27) октября 1835, Киев — 31 января (12 февраля) 1893, Санкт-Петербург) — российский экономист и статистик, член-корреспондент ИАН (1892), действительный статский советник. Член Международного статистического института (с 1885 г.).

## Биография
Юлий Янсон учился в Императорском университете св. Владимира в Киеве. Преподавал статистику и политическую экономию в 1861—1863 гг. в Горы-Горецком земледельческом институте, в 1864—1868 гг. в Институте инженеров путей сообщения, в 1868—1880 гг. в Петербургском университете (являлся здесь деканом юридического факультета), Высших женских курсах, Императорском Александровском лицее.
Летом 1867 и 1868 гг. он был одним из деятельнейших участников в предпринятом вольным экономическим и географическим обществами исследовании хлебной производительности и торговли в Российской империи. Районом работ Ю. Э. Янсона был Юго-Западный край, хлебное дело в котором он с научной обстоятельностью отобразил, в 1869 и 1870 гг., в следующих трудах: «Пинск и его район», «Хлебная торговля на Волыни и на самовозных рынках», «Крым, его хлебопашество и хлебная торговля» и «Статистическое исследование хлебной торговли в Одесском районе». Эти исследования были изданы Императорским русским географическим обществом и упрочили за Ю. Э. Янсоном славу проницательного и наблюдательного статистика.
Немало труда учёный уделил и на исследование некоторых других сторон экономической жизни посещенного им района. Так, в «Путевых заметках о свекловичном производстве малороссийских и западных губерний» он дал много ценных сведений об экономических условиях этого производства и о быте рабочих на свекловичных плантациях. Позднее собранными путём местного исследования данными Янсон воспользовался для доклада Императорскому вольному экономическому обществу (1881): «О влиянии реформы 1861 года на сельское хозяйство и хлебную торговлю в Юго-Западных губерниях».
Был членом Статистического комитета при Министерстве внутренних дел в качестве представителя Петербургского университета. Заведовал статистическим отделением Санкт-Петербургской городской управы.
Проживал в Санкт-Петербурге в собственном доме по адресу Могилевская ул., 25.
Похоронен на Смоленском православном кладбище.

## Сочинения
- Магистерская диссертация «Значение теории ренты Рикардо в науке политической экономии» (1864),
- «Краткий курс политической экономии» (вып. 1-2, 1865—1866).
- Сравнительная статистика России и западно-европейских государств. — СПб., 1878—1880
- Опыт статистического исследования о крестьянских наделах и платежах (1881).
- Теория статистики. Лекции проф. Ю. Э. Янсона. 1886/87 г. — СПб., 1886.